# Súplica de Inês de Castro (Servières)
A Súplica de Inês de Castro é uma pintura a óleo sobre tela da pintora francesa Eugénie Servières (1786-1832), que foi apresentada no Salão de Pintura de Paris de 1822, com o título de Inès de Castro, avec ses enfants, aux pieds d'Alphonse IV, roi du Portugal, pour obtenir la grâce de Don Pedro, son mari. 1335, fazendo parte actualmente da colecção do Palácio de Versalhes
O quadro representa Inês de Castro com dois filhos a interceder junto do rei provavelmente por si e pelo seu esposo, o infante D. Pedro, para que a união entre eles fosse reconhecida pela Corte.
O título da obra tem a data de 1335, mas atendendo a que Inês se apresenta perante o rei com dois filhos, sendo a filha Beatriz a mais velha sobreviva e que havia nascido em 1347, será mais correcto situar a cena, como faz o portal JOCONDE, em 1350, cerca de cinco anos antes do fim trágico de Inês que ocorreu a 7 de janeiro de 1355, quando o rei D. Afonso IV concordando com o seu Conselho ordenou o assassínio de Inês, o que aconteceu no paço de Santa Clara, em Coimbra, onde ela vivia.

## Descrição
Na Sala do Trono, o rei concedeu uma audiência à esposa do seu filho. O ambiente não é de tensão e Inês provavelmente levantou-se do banco que se vê à direita e jorrou-se aos pés do seu sogro para maior convencimento da sua pretensão.
Além do rei existem três outras figuras mais próximas. Uma por trás do rei, toda de escuro, o seu conselheiro ou secretário, que poderá representar a oposição à pretensão de Inês. Depois estão dois cortesãos mais iluminados estando um, mais jovem, embevecido e tendo as mãos juntas como que rezando para que a súplica de Inês seja atendida. E finalmente um terceiro com expressão ambígua que representará uma posição de dúvida.
Ao fundo, à entrada da sala, que tem três janelas ogivais amaineladas que transmitem o ambiente gótico da época a que o quadro se refere, estão guardas armados.

## A Autora
Eugénie Servières (1786-1832)  especializou-se na pintura de género tendo recebido medalhas de ouro nos Salões de pintura de 1808 e de 1817, onde expôs um grande número de quadros de valor, entre eles Agar dans le désert, Lancelot du lac et Geneviève, Louis XVIII et Mlle. de Lafayette, Alain Chartier et Marguerite d'Écosse, Valentine de Milan, Marie-Stuart, Desdemona chantant la romance du Saule e Blanche de Castille délivrant les prisonniers de Châtenay.
Teve grande sucesso durante o Primeiro Império Napoleónico, ao ponto do próprio imperador Napoleão Bonaparte lhe ter comprado no Salão de 1812 o quadro La Chrétienne Mathilde convertissant Malek Adhel satisfazendo o pedido da imperatriz Maria Luísa de Áustria.
As suas pinturas de estilo trovador, de que a Súplica de Inês é um exemplo, estavam então muito em voga.

## Fundamento histórico
Inês de Castro, fidalga galega do reino de Castela, veio para Portugal como aia de Constança Manuel quando esta se casou com o infante herdeiro Pedro. Mas Pedro e Inês acabaram por apaixonar-se e o seu romance levou D. Afonso IV a ordenar o exílio de Inês para Castela.
O afastamento, porém, não apagou o amor entre Pedro e Inês, e após a morte de Constança, em 1345, ao dar à luz o futuro rei D. Fernando, Pedro, contra a vontade do pai, fez com que Inês regressasse passando a viver juntos, o que provocou grande desavença entre o rei e o infante.
Afonso IV tentou ainda casar o filho com uma dama de sangue real, mas Pedro opôs-se a tal solução. Pedro e Inês tiveram quatro filhos: Afonso (que morreu pouco depois de nascer) em 1346, Beatriz em 1347, João em 1349 e Dinis em 1354.
Correu entretanto na Corte a dúvida de que a família dos Castros conspirava para assassinar o infante herdeiro D. Fernando, de modo a que subisse ao trono um filho de Inês de Castro, o que levou o Rei e o seu Conselho a decidirem pelo assassínio de Inês, o que veio a acontecer a 7 de Janeiro de 1355, no paço de Santa Clara, em Coimbra.

## Ligação externa
- Página oficial do Palácio de Versalhes [ligação inativa]